# ムカシアリ亜科
ムカシアリ亜科（ムカシアリあか）は、アリ科を構成する16の亜科の一つで、旧世界の熱帯から温帯にかけてムカシアリ属、ジュズフシアリ属、ナギナタアリ属の3属80種が知られる。体長1−3mm程で、地中生活し主にジムカデや小さなムカデを捕食する。

## 形態
ムカシアリ属では働きアリは体長約1mm。ジュズフシアリ属では2mm程で、女王は若干大きい。体形は細長く脚はやや短い。女王アリ、働きアリとも毒針を持ち、獲物を麻痺させるときに使う。この毒液の排出機構が他の亜科のアリと異なり、3属のみに共通する特徴（共有派生形質）と考えられている。3属とも女王は眼を持つが、働きアリでは眼はない。腹柄の数は、ムカシアリ属の女王では１節で働きアリは２節、ジュズフシアリ属では女王アリも働きアリも2節、ナギナタアリ属では女王アリ、働きアリとも1節。ムカシアリ属の女王は無翅だが、ジュズフシアリ属とナギナタアリでは有翅。

## 分類
アリ科の中で、ブラジル産のMartialinae亜科（Martialis heureka 1種のみ）とともにもっとも初期に分岐した亜科と言われる。
- ムカシアリ属Leptanilla - 61種
- ジュズフシアリ属Protanilla - 18種

この2属でムカシアリ族とされる。以前はオスのみから記載された種など、別属とされていた種もあったが、2024年に分類が見直されてそれらはどちらかの属にまとめられた。
- ナギナタアリ属Opamyrma　ベトナムから知られるナギナタアリOpamyrma hungvuong 1種のみで1族とされ、ムカシアリ族と姉妹群をなす。記載された当時はノコギリハリアリ亜科と考えられていたが、その後ムカシアリ亜科に移された。

## 生態
1980年代に日本産のヤマトムカシアリの生態が飼育観察により明らかにされた。働きアリたちはジムカデを針で刺して麻痺させ、巣に運ぶが、逆に獲物のところに幼虫を運んできて食い付かせることもある。繁殖には周期性があり、産卵は数日間に集中して行われるため、産卵期の女王の腹部は球状に膨れる。孵化や幼虫の成長も同調し、蛹化や新しい働きアリの羽化もほぼ一斉に起こる。同様の生態はジュズフシアリでも観察されたが、女王の腹部の形は産卵間際になっても球状までは膨れず紡錘形をしている。さらにヤマトムカシアリでは、女王は食物として幼虫の血リンパのみを摂取し、幼虫の体表にはそのための特殊な器官があることが知られている。また女王は翅を持たず、巣分かれすることで新しいコロニーが創られる。オスは翅を持ち、マレーズトラップでも採集される。そのため以前はオスのみの標本に基づいて別属として記載された種もあった。なお食物として、前記のように3属ともジムカデを狩ることが知られるが、ジュズフシアリの種名不詳の1種ではコムシ目のみを食べることが観察されている。

## 日本産の種
国内からはムカシアリ属6種、ジュズフシアリ属2種が知られ、ジュズフシアリ以外の7種は日本の固有種。
- ムカシアリ属 Leptanilla 6種
  - ヤマトムカシアリ L. japonica − 本州
  - トサムカシアリ L. kubotai − 四国
  - ヒコサンムカシアリ L. morimotoi − 九州（福岡、鹿児島）
  - ヤクシマムカシアリ L. tanakai − 屋久島
  - オガサワラムカシアリ L. oceanica − 小笠原諸島（聟島）
  - オキナワムカシアリ L. okinawensis − 沖縄島

このほか沖縄島にもう１種と八重山諸島にも種名不詳の種が分布する。
- ジュズフシアリ属Protanilla 2種
  - ジュズフシアリ P. lini − 九州（鹿児島）、屋久島、奄美大島、徳之島、沖縄島、石垣島、尖閣諸島；台湾
  - キバジュズフシアリP. izanagi −　本州（宮城、長野、茨城、栃木、新潟、京都、島根、広島）、九州（宮崎、鹿児島）　発見されたときは、Anomalomyrma sp. とされたが、その後 Anomalomyrma属はProtanilla属のシノニムとされた。